# Драгољуб Замуровић
Драгољуб Замуровић (Ниш, 1947) српски је фотограф. Према неким изворима, он је један од најпознатијих и најпризнатијих српских фотографа.

## Биографија
Дипломирао је на Архитектонском факултету у Београду. Године 1977. уписао је постдипломске студије Фотографије на Факултету примењених уметности, које је и завршио две године касније. 1997. добио је звање Истакнутог ликовног уметника фотографије. 

Аутор је низа фотомонографија. Фотомонографију „Србија, живот и обичаји“, која је објављена 2002. године на српском, енглеском, француском, немачком и руском језику, многе државне институције и компаније поклањале су страним дипломатама и гостима. Један од таквих је Мирослав Лајчак који у свом кабинету у Бриселу поседује његофу фото-монографију Србија, живот и обичаји, а коју су забележили новинарске камере.
Видех данас у извештају о сусрету Мирослава Лајчака са председником СНС-а у Бриселу моју фото-момографију "Србија, живот и обичаји". Вероватно му је ту књигу поклонио неко из претходне власти пошто ови данас поклањају искључиво опанке, шљивовицу и понеку икону за коју јавност не зна ни како је набављена ни да ли има дозволу за извоз.
Са француском агенцијом Gamma Presse Images сарађује од 1988. године под псеудонимом Арт Замур. Посредством ове агенције, фотографије Драгољуба Замуровића објављује велики број светски познатих часописа. Национална географија, Тајм, Штерн, Лајф, Гео, Епок, неки су од њих.

Његова фото-репортажа у српскоме издању Националне географије  о соколарству добила је признање Best Edit за најбољу репортажу локалне продукције у целој међународној мрежи овога часописа:
Птице се, зависно од своје величине, користе за лов на фазане, зечеве, лисице, срне, шакале... Снимао сам лов на све те животиње и морам да признам да сам, без обзира на то што сам био у екипи соколара, увек навијао да дивљач умакне. То се најчешће и догађало. У почетку сам мислио да је то због моје скривене подршке, али су ми касније соколари открили чињеницу да је то случај у 80% птичијинх напада.
Замуровић је познат по својим фотографијама из ваздуха које прави сам (балоном) или уз помоћ (моторни змај).
Члан је Удружења ликовних уметника примењених уметности и дизајнера Србије од 1980. године.

## Награде
- Велика мајска награда
- Никонова награда у Јапану

## Књиге
- Цигани света (1988)
- Међугорје (1990)
- Казахстан (1995)
- Казањ (1995)
- Србија, живот и обичаји (2002)
- Војводина (2004)
- Војводина, живот и обичаји (2006)
- Сарајево (2006)
- Црна Гора (2006)
- Сарајевска хагада (2006)
- Србија - Дунавски слив (2008)
- Мој Београд (2013)